# Cristalização fracionada

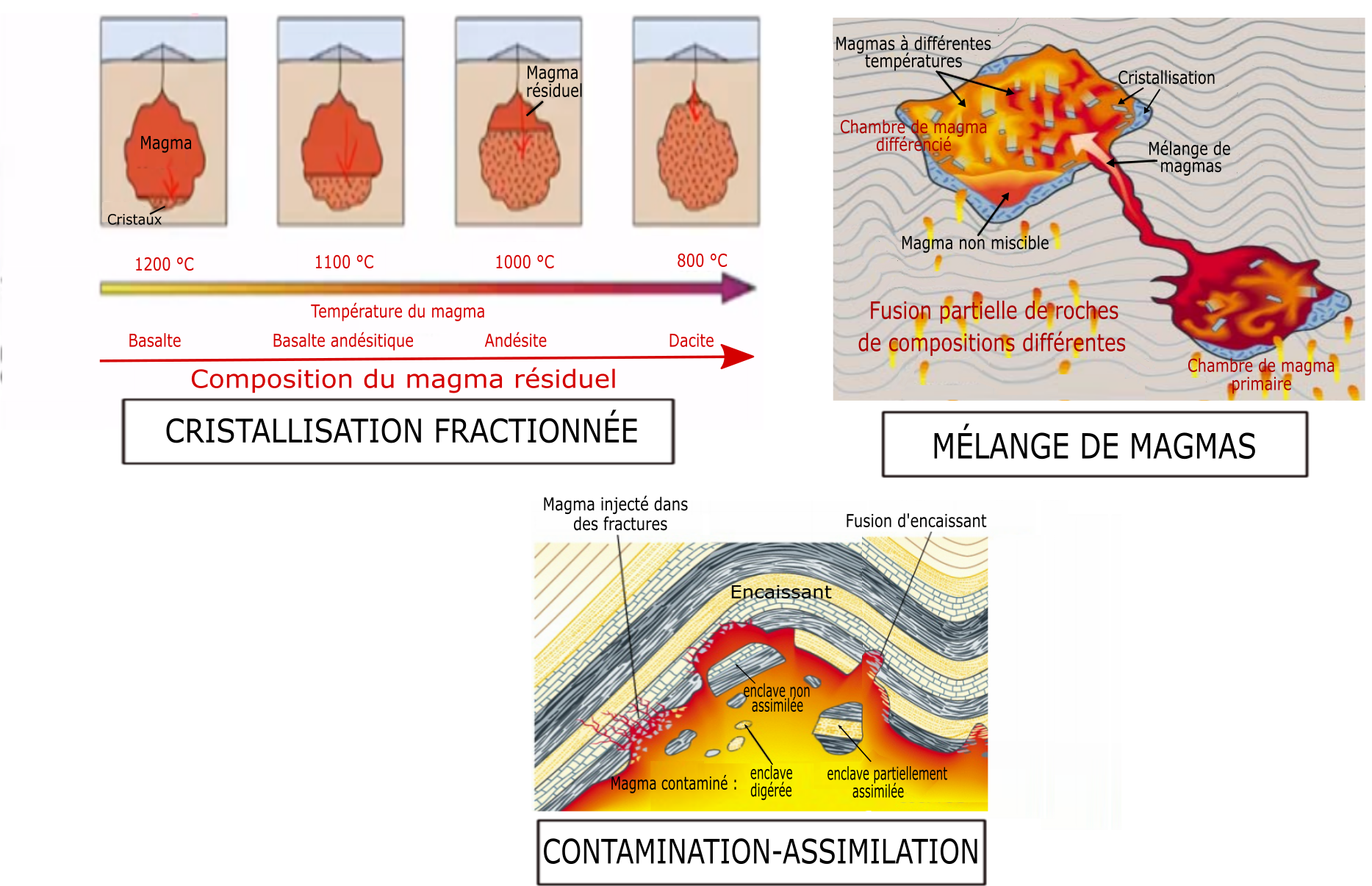
Processos de diferenciação magmática: cristalização fracionada, contaminação-assimilação e mistura de magmas.

Cristalização fracionada é um processo geológico onde cristais formados no magma deixam de interagir quimicamente com ele. O magma basáltico, por exemplo, pode produzir tipos de rochas diferentes do basalto, como andesito, dacito e riólito, mediante o processo de cristalização fracionada.
O processo ocorre por cristalização em ordem decrescente do respectivo ponto de fusão, processo responsável pela diferenciação magmática.